# Henry Saleva
Henry Saleva (* 22. März 1951 in Helsinki) ist ein ehemaliger finnischer Eishockeyspieler, der in seiner aktiven Zeit von 1969 bis 1988 hauptsächlich in der SM-liiga und für MODO Hockey in der schwedischen Elitserien gespielt hat.      

## Karriere
Henry Saleva begann seine Karriere als Eishockeyspieler in seiner Heimatstadt in der Nachwuchsabteilung von HIFK Helsinki. Für die Mannschaft gab er in der Saison 1969/70 sein Debüt in der SM-sarja, der höchsten finnischen Spielklasse. Mit HIFK gewann er in der Saison 1973/74 den finnischen Meistertitel. Zudem wurde er 1973 und 1975 mit seiner Mannschaft Vizemeister. Ab der Saison 1975/76 nahm der Angreifer mit HIFK an der neu gegründeten höchsten finnischen Profispielklasse, der SM-liiga, teil. Zur Saison 1977/78 wechselte er innerhalb der SM-liiga zu Kärpät Oulu. Für Kärpät erzielte er in 36 Spielen 60 Scorerpunkte, davon 25 Tore, was für ihn eine Karrierebestmarke bedeutete und wodurch er Topscorer der SM-liiga sowie deren bester Vorlagengeber wurde. Anschließend spielte er ebenfalls ein Jahr lang in seiner Heimatstadt für Jokerit Helsinki. 
Von 1979 bis 1981 stand Saleva bei TPS Turku unter Vertrag. Daraufhin kehrte er für ebenfalls zwei Spielzeiten zu Kärpät Oulu zurück und wurde dabei in der Saison 1981/82 als fairster Spieler der SM-liiga ausgezeichnet. Die Saison 1983/84 verbrachte er bei MODO Hockey in der schwedischen Elitserien. Am Saisonende musste er mit seiner Mannschaft den Abstieg in die zweitklassige Division 1 hinnehmen, woraufhin er einen Vertrag beim finnischen Zweitligisten JYP Jyväskylä unterschrieb. Mit JYP gelang ihm auf Anhieb der Aufstieg in die SM-liiga, in der er noch weitere zwei Jahre lang für die Mannschaft aus Jyväskylä auf dem Eis stand, ehe er im Anschluss an die Saison 1987/88, in der er für den Zweitligisten VaKi HT aktiv war, seine Karriere im Alter von 37 Jahren beendete.

## Erfolge und Auszeichnungen
| - 1973 Finnischer Vizemeister mit HIFK Helsinki - 1974 Finnischer Meister mit HIFK Helsinki - 1975 Finnischer Vizemeister mit HIFK Helsinki - 1978 Topscorer der SM-liiga | - 1978 Bester Vorlagengeber der SM-liiga - 1982 Fairster Spieler der SM-liiga - 1985 Aufstieg in die SM-liiga mit JYP Jyväskylä |